# Välimatala (ö i Mellersta Österbotten, lat 64,10, long 23,52)
Välimatala är en ö i Finland. Den ligger i Bottenviken och i kommunerna Kalajoki och Karleby i landskapen Norra Österbotten och Mellersta Österbotten, i den nordvästra delen av landet. Ön ligger omkring 140 kilometer sydväst om Uleåborg och omkring 440 kilometer norr om Helsingfors.
Öns area är 2,8 hektar och dess största längd är 400 meter i sydöst-nordvästlig riktning.